# Orjoler Operation
1941: Białystok-Minsk – Dubno-Luzk-Riwne – Smolensk – Uman – Kiew – Odessa – Leningrader Blockade – Wjasma-Brjansk – Charkow – Rostow – Moskau – Tula

1942: Rschew – Charkow – Ljuban/Wolchow – Kertsch/Sewastopol – Fall Blau – Kaukasus – Stalingrad – Operation Mars

1943: Woronesch-Charkow – Operation Iskra – Nordkaukasus – Charkow – Kursk – Orjol – Donez-Mius – Donbass – Belgorod-Charkow – Smolensk – Dnepr – Kiew

1944: Dnepr-Karpaten – Leningrad-Nowgorod – Krim – Wyborg–Petrosawodsk – Operation Bagration – Lwiw-Sandomierz – Jassy–Kischinew – Belgrad – Petsamo-Kirkenes – Baltikum – Karpaten – Ungarn

1945: Kurland  – Weichsel-Oder – Ostpreußen – Westkarpaten – Niederschlesien – Ostpommern – Plattensee – Oberschlesien – Wien – Oder – Berlin – Prag
Die Orjoler Operation (russisch Орловская операция, auch als Operation Kutusow bekannt) war eine Offensive der Roten Armee im Zweiten Weltkrieg, die als Teil der Schlacht am Kursker Bogen angesehen wird. Die Offensive begann am 12. Juli 1943 und endete am 18. August 1943. Im Rahmen der Offensive konnte zum ersten Mal das Konzept der „Operation in der Tiefe“ erfolgreich umgesetzt werden. Durch Angriffe in divergierende Richtungen konnte dabei eine Zersplitterung der deutschen Verteidigungsmaßnahmen erreicht werden, die letztlich den Rückzug der deutschen Truppen aus dem Raum Orjol zur Folge hatte.

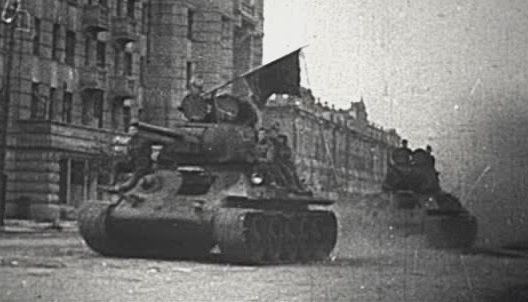
Sowjetische T-34 Panzer beim Vormarsch in der Stadt Orel, 1943

## Vorgeschichte
Die sowjetisch-deutsche Front war Ende März 1943 zum Stehen gekommen, nachdem im vorangegangenen Winter großangelegte Gegenoffensiven der Roten Armee die Verbände der Wehrmacht weit zurückgedrängt hatten. Nach der Niederlage in der Schlacht um Stalingrad war zeitweise der gesamte deutsche Südflügel in Gefahr geraten, abgeschnitten und überrannt zu werden, bevor ein Abwehrerfolg in der Schlacht bei Charkow die deutschen Linien stabilisierte. Absichten, diesen Erfolg zu weiteren Gegenangriffen auszunutzen, scheiterten am katastrophalen Zustand der deutschen Divisionen. Da jedoch auch die sowjetischen Truppen große Verluste erlitten hatten, beschränkten sich ab Ende März 1943 beide Seiten auf die strategische Defensive und bereiteten sich auf die Fortsetzung der Operationen nach Ende der Schlamm-Periode vor.

### Sowjetische Planungen
Die Planung für die Orjoler Operation begann Ende April 1943 als Teil der Planungen für die Verteidigung von Kursk. Der ursprüngliche Plan sah den Angriff in drei Richtungen vor. Die 11. Gardearmee (General Baghramjan) der Westfront sollte zusammen mit der im Juni neu aufgestellten 4. Panzerarmee (Generalmajor Badanow) von Norden her angreifen. Zwei Angriffsgruppen der Brjansker Front, die 61. und die 3. Armee hatten zusammen mit der 63. Armee (Generalleutnant Kolpaktschi) von Osten vorzugehen. Von Süden sollte die Zentralfront mit der 13. und 70. Armee nach Norden angreifen. Die Offensive sollte beginnen, wenn der deutsche Angriff im Süden des Kursker Bogens gestoppt worden war.
Die Angriffsvorbereitungen blieben der deutschen Aufklärung weitestgehend verborgen.

## Truppenstärke und Aufmarsch
Drei sowjetische Fronten, die Brjansker Front unter dem Befehl von Markian Popow, die Zentralfront unter Konstantin Rokossowski und der linke Flügel der Westfront unter Wassili Sokolowski, mit einer Gesamtstärke von 1.286.049 Soldaten (davon 927.494 in den kämpfenden Truppen), 26.379 Geschützen, 2.409 Panzern und 3.023 Flugzeugen standen zwei Armeen der deutschen Heeresgruppe Mitte, der 2. Panzerarmee und der 9. Armee gegenüber. Die deutschen Verbände hatten laut Frieser zu Beginn des Unternehmens Zitadelle 495.000 Mann. Zu Beginn der Operation Kutusow schätzt er die Stärke der Fronttruppen auf 307.000. Die beiden Armeen hatten außerdem 5.500 Geschütze inklusive PaK und FlaK sowie 625 Panzer und Sturmgeschütze und 610 einsatzbereite Flugzeuge.
Seit 11. April 1943 wurde die deutsche 2. Panzerarmee nominell durch General der Infanterie Clößner in Vertretung des verhafteten Generals Rudolf Schmidt geführt. Generaloberst Model, dem Oberbefehlshaber der zeitgleich im Raum zwischen Ponyri und Olchowatka festgefahrenen 9. Armee, wurde darauf auch die oberste Führung im Oreler Frontbogen übertragen. Der 2. Panzerarmee waren zum Zeitpunkt des Angriffes 3 Armeekorps mit 14 Infanteriedivisionen unterstellt; als einzige bewegliche Reserve war die 5. Panzerdivision unter Generalleutnant Fäckenstedt verfügbar.
- XXXV. Armeekorps (General der Infanterie Rendulic, später General der Infanterie Wiese) 34., 56., 262. und 299. Infanterie-Division
- LIII. Armeekorps (General der Infanterie Gollwitzer) 208., 211., 293. Infanterie- und 25. Panzergrenadier-Division
- LV. Armeekorps (General der Infanterie Jaschke) 110., 134., 296. und 339. Infanterie-Division
- Armee-Reserve: 212. Infanterie-Division und 707. Infanterie-Division[10]

Die Luftwaffe verfügte in diesem Bereich über die 1. Flieger-Division der Luftflotte 6 die mit Bomber-, Sturzkampf und Schlachtfliegerverbänden in die Bodenkämpfe mit eingriff.

## Verlauf

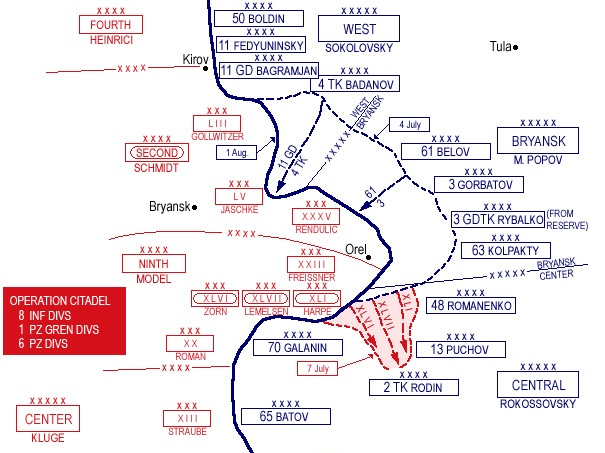
Operation Kutusow

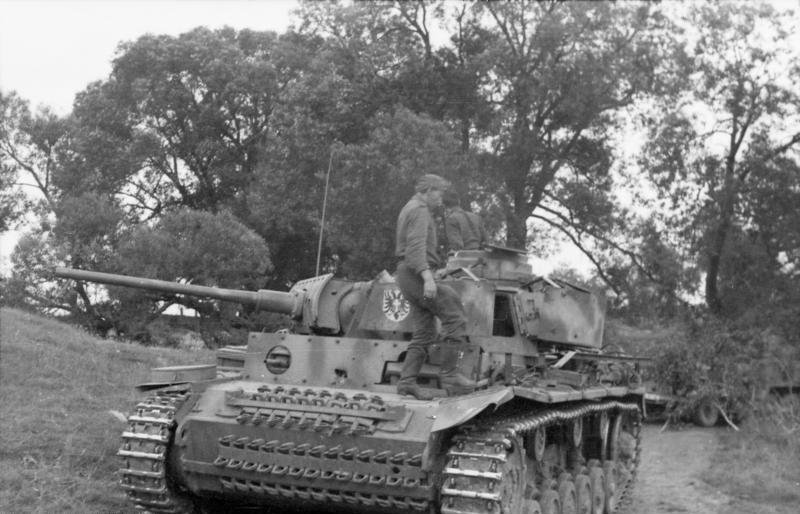
Ein deutscher Panzer III der 2. Panzer-Division bei Orel

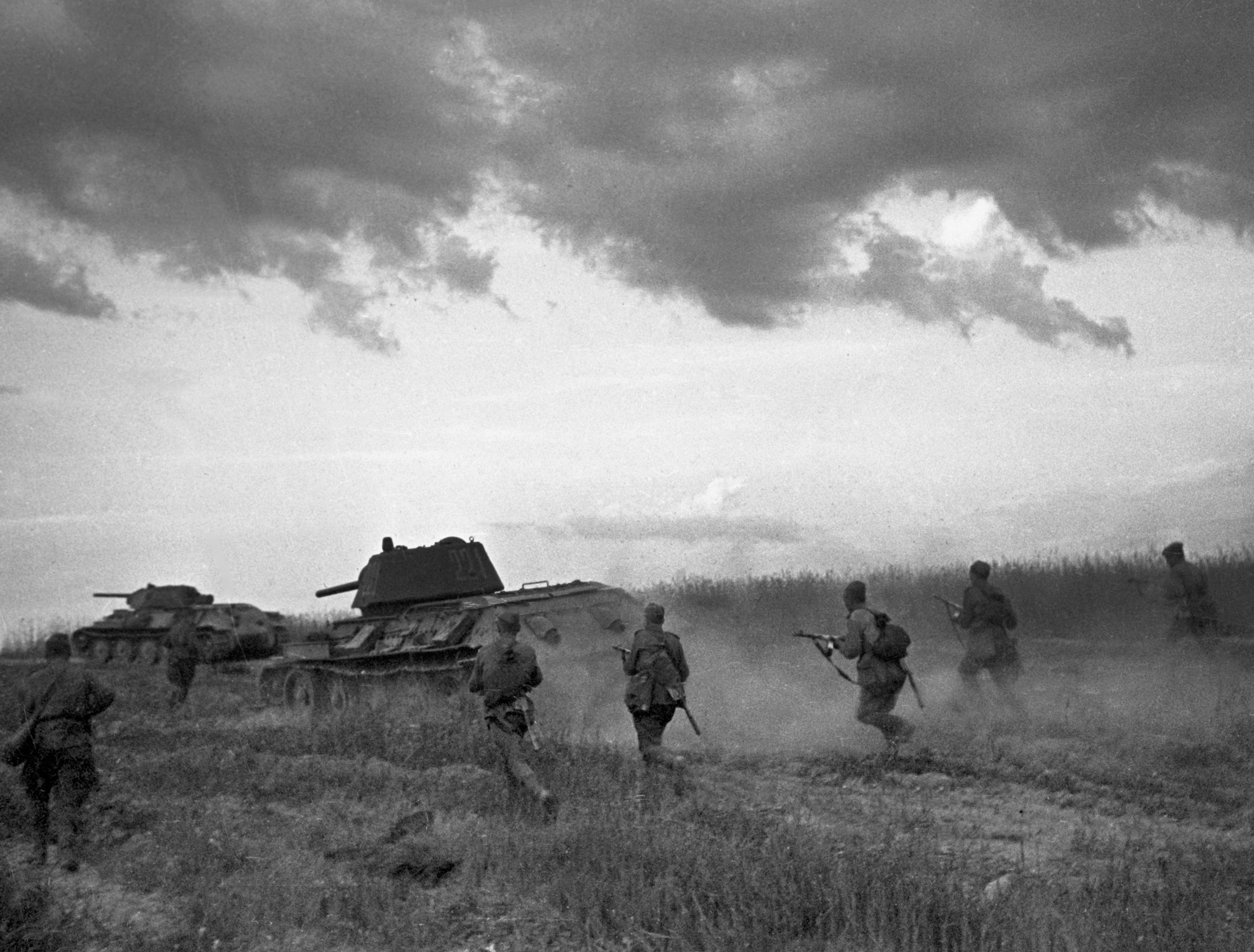
Sowjetische Soldaten folgen einem T-34 Panzer bei Brjansk

Noch während des Angriffes der deutschen 9. Armee startete die Westfront unter Wassili Danilowitsch Sokolowski am 12. Juli ihren Angriff gegen die deutsche 2. Panzerarmee. Nach dreistündigem vorbereitenden Artilleriebeschuss folgte gegen 6.05 Uhr der sowjetische Infanterie- und Panzerangriff der 11. Gardearmee. Relativ schnell gelangen dem 36. Garde-Schützenkorps (Generalmajor A. S. Ksenofontow) mehrere taktische Einbrüche in die schwachen vorderen deutschen Stellungen. Nachdem sechs Gardedivisionen an der Naht zwischen der deutschen 211. und 293. Infanterie-Division durchgebrochen waren, wurde das 5. Panzerkorps unter Generalmajor Sachno in die Lücke zum Vorstoß gegen Uljanowo eingeführt. Ein Gegenstoß der deutschen 5. Panzerdivision wurde abgeschlagen. Am rechten Flügel Baghramjans erreichte das 16. Garde-Schützenkorps unter Generalmajor Lapschow den Durchbruch zur Resseta. Der zuzügliche Einsatz des 1. Panzerkorps (Generalleutnant W. W. Butkow) brach bis zum Abend 8 Kilometer tief in die Front des deutschen LIII. Armeekorps ein. Am Sucha-Abschnitt gegenüber der sowjetischen 3. und 63. Armee hatte General Rendulic (XXXV. A.K.) die Gefahr für die 56. und 262. Infanteriedivision richtig eingeschätzt und ausreichende Vorkehrungen getroffen. Das zwischen Mzensk und der Oserka unerwartet tiefgestaffelte deutsche Verteidigungssystem ließ die starken sowjetischen Angriffe unter schweren Verlusten zerschellen. 
Die deutsche Führung befürchtete bereits die Abschneidung der wichtigen Bahnlinie von Orel nach Brjansk und reagierte mit der notwendigen Verlegung einiger Divisionen aus dem Bereich der 9. Armee. Dies hatte zur Folge, dass die ohnehin langsam vorankommenden deutschen Verbände am nördlichen Abschnitt des Kursker Frontbogen noch mehr an Kraft verloren. Am 14. Juli traf zur Verstärkung des LIII. Armeekorps das Panzer-Regiment 52 und die 20. Panzerdivision an der Linie Sorokino-Ukolizy ein und brachten den Vormarsch das 36. Garde-Schützenkorps zum Stehen. Die 34. Infanterie-Division hielt das von Norden und Osten bedrängte Bolchow gegen die sowjetische 61. Armee (Generalleutnant P. A. Below).
Am 17. Juli griff die sowjetische 63. Armee aus dem Raum westlich Nowosil nochmals gegen Bortnoje an und brach durch das neu eingeführte 1. Garde-Panzerkorps an der Front der deutschen 36. und 56. Infanterie-Division durch. Die neu herangeführte 12. Panzerdivision (Generalleutnant von Bodenhausen) verhinderte den Verlust Orjols und hielt am Optucha-Abschnitt stand. 
Zur Erhöhung der Angriffskraft führte die Stawka die strategischen Frontreserven in die Schlacht ein. Am 19. Juli bei der Brjanskerfront die 3. Gardepanzerarmee (Generalleutnant Rybalko), am 20. Juli bei Westfront zuerst die 11. Armee (Generalleutnant Fedjuninski), und am 26. Juli schließlich auch die 4. Panzerarmee (Generalleutnant W. M. Badanow). Dem 46. Schützenkorps (Generalmajor Konstantin M. Erastow) der sowjetischen 61. Armee gelang am 28. Juli die Eroberung von Bolchow. General der Infanterie Zorn, Kommandierender General des XXXXVI. Panzerkorps fiel am 2. August südlich von Orjol durch einen sowjetischen Fliegerangriff.
Am 3. August eröffneten die sowjetischen Partisanen zur Unterstützung der Offensive die Operation Schienenkrieg um den deutschen Nachschub und die Möglichkeit zur Truppenverlegung zu unterbinden. Das Bahnsystem konnte für 48 Stunden stillgelegt werden. Am 5. August fiel die Stadt Orjol in die Hände der sowjetischen 63. Armee. Am 6. August näherten sich das 8. und 36. Garde-Schützenkorps von Nordwesten und Südosten der Stadt Chotynez, das 16. Garde-Schützenkorps (Generalmajor Fedjunkin) ging gleichzeitig auf Karatschew vor, während das 25. Panzerkorps in Richtung Bunino angesetzt wurde. Als Reserve wurde das 30. Panzerkorps (General Rodin) von der 4. Panzerarmee eingeführt. Am rechten Flügel der 11. Gardearmee blieb das 16. Garde-Schützenkorps am Wytebetfluss stecken und musste durch die 217. Schützendivision (Oberst Ryschikow) verstärkt werden. Am 9. August schnitten das 8. Gardekorps (General Malyschew) und das 1. Panzerkorps die Bahnlinie nach Karatschew ab. Das 36. Garde-Schützenkorps drang in den Westteil von Chotynez ein, das von den Deutschen vorzeitig geräumt wurde.
Aufbauend auf diesen Erfolg setzte die sowjetische 11. Gardearmee weiter nach Westen und begann am 12. August von Süden und aus dem Osten den Angriff auf Karatschew. Generaloberst Model verstärkte die 293. Infanteriedivision im Raum Karatschew mit der Division Großdeutschland, der 8. Panzer- sowie 34. und der 56. Infanterie-Division. Vom Norden griff die sowjetische 11. Armee mit der 238. und 369. Schützendivision gegen die Stadt an. Die Einkreisung Karatschews von Norden zwang die Deutschen am 13. August zusätzlich die 78. Sturm-Division heranzuziehen und die Stadt am 14. August aufzugeben.
Die deutsche Führung war nicht mehr in der Lage, die überlegenen sowjetischen Verbände zu stoppen. Generaloberst Model kämpfte noch hinhaltend, um das schwere Heeresgerät aus den Frontbogen zu bekommen und zog seine Truppen stetig in die Tiefe zurück. Alle Wehrmachtsverbände setzten in Richtung der Hagenstellung ab. Die Hagenstellung war eine ausgebaute Stellung im Hinterland, sie verlief in Nord-Süd-Richtung und stellte für die Wehrmacht eine günstig zu verteidigende Linie dar. Außerdem konnten durch diese Frontverkürzung mehrere Divisionen frei gemacht werden, welche entweder direkt zu kritischen Frontabschnitten gebracht werden konnten oder als Reserven benutzt wurden.

## Verluste und Folgen
Die Rote Armee stieß auf der 400 Kilometer breiten Front bis zu 150 Kilometer nach Westen vor, zerschlug 14 deutsche Divisionen (nach sowjetischen Angaben 90.000 Tote) und verlor 430.000 Soldaten (113.000 Tote), 2.500 Panzer, 900 Geschütze und 1.000 Flugzeuge. Von den auf deutscher Seite eingesetzten 90 Jagdpanzern vom Typ „Ferdinand“ gingen 39 verloren.